# Condado de Miravalle
El condado de Miravalle es un título nobiliario español concedido por el rey Carlos II el 31 de octubre de 1690 (Real Despacho de 18 de diciembre de 1690) con el vizcondado previo de Miravalle a favor de Alonso Dávalos de Bracamonte y Ulibarri, caballero de la Orden de Santiago, canciller mayor del Tribunal de la Santa Cruzada del virreinato de la Nueva España.

## Historia
Al momento de su creación, el condado comprendía una extensión de tierra con sembradíos de tabaco y pastura para el ganado, las minas de oro del Espíritu Santo y Santa María del Oro, labores de azúcar y de alcohol, y tenía su casa principal en la Hacienda de San Juan de la villa de Santiago de Galicia de Compostela de Indias, actualmente una ciudad del estado mexicano de Nayarit.
En los últimos tiempos, como todos los nobles novohispanos, los condes de Miravalle tenían además un palacio en la Ciudad de México, ubicado en la actual calle de Isabel la Católica, frente al Casino Español. Dicho palacio ostenta en su escalera principal un mural de Manuel Rodríguez Lozano.
Asimismo, la tercera condesa, doña María Magdalena Catarina Dávalos-Bracamonte y Orozco adquirió en 1704 la hacienda de Santa María del Arenal, que siglos después se convirtió en un hipódromo y es hoy conocida como la colonia Hipódromo Condesa, en la Ciudad de México.
El cuarto conde de Miravalle, Justo Alonso Trebuesto y Dávalos Bracamonte, criollo, se casó con Juana María de Andrade Moctezuma, descendiente directa de Isabel de Moctezuma, hija del tlahtoani Moctezuma II, y el conquistador Pedro Gallego de Andrade. A partir del quinto conde de Miravalle, todos descienden del emperador mexica.

## Litigio con el gobierno mexicano
En los últimos años, los condes de Miravalle han intentado, sin éxito, recuperar las pensiones de Isabel de Moctezuma que el Reino de España y posteriormente el gobierno de México les otorgaba desde 1550 de manera vitalicia pero que en 1934 fueron suspendidas durante el gobierno del presidente Abelardo L. Rodríguez. Al momento de la suspensión, los condes recibían un pago anual de 1480 gramos de oro, los mismos en el año 2010 equivaldrían a unos 60 715 dólares estadounidenses.

## Condes de Miravalle
|                        | Titular                                             | Periodo                |
| Creación por Carlos II | Creación por Carlos II                              | Creación por Carlos II |
| ---------------------- | --------------------------------------------------- | ---------------------- |
| I                      | Alonso Dávalos Bracamonte y Ulibarri de la Cueva    |                        |
| II                     | Pedro Dávalos Bracamonte y Espinosa de los Monteros |                        |
| III                    | Magdalena Dávalos Bracamonte y Orozco               |                        |
| IV                     | Pedro Trebuesto Dávalos Bracamonte                  | -1805                  |
| V                      | José Joaquín Trebuesto Dávalos Bracamonte           | 1805-1824              |
| VI                     | Aureliano Serrano Trebuesto                         | 1824-1878              |
| VII                    | José María Serrano Gavarre                          | 1878-1879              |
| VIII                   | Teresa Serrano Gavarre                              | 1929-1934              |
| X                      | María del Carmen Enríquez de Luna y del Mazo        | 1950-2014              |
| XI                     | María Carmen Ruiz y Enríquez de Luna                | 2016-                  |

## Cronología de los condes de Miravalle
- Alonso Dávalos Bracamonte y Ulibarri de la Cueva (n. Compostela de Indias el 22 de enero de 1645-[7]) I conde de Miravalle.

Casó en México el 18 de enero de 1671 con María Catalina Espinosa de los Monteros Híjar y Orendaín.
- Pedro Dávalos Bracamonte y Espinosa de los Monteros, II conde de Miravalle.

Casó con Francisca Orozco y Castilla.
- Magdalena Dávalos Bracamonte y Orozco (n. México 1 de junio de 1701 - 1777), III condesa de Miravalle.

Casó con Pedro Antonio Trebuesto Alvarado y Velasco (n. Arcentales, 28 de junio de 1690), caballero de la Orden de Alcántara.
- Pedro Trebuesto Dávalos Bracamonte (n. México el 7 de noviembre de 1721), IV conde de Miravalle.

Casó en Ciudad de México el 10 de junio de 1771 con Juana María de Andrade Rivadeneira y Moctezuma.
- José Joaquín Trebuesto Dávalos Bracamonte (-18 de enero de 1824), V conde de Miravalle.
- Aureliano Serrano Trebuesto (n. México 20 de diciembre de 1827-22 de marzo de 1878), VI conde de Miravalle.

Casó en Granada el 12 de abril de 1857 con Fernanda Gavarre y Pérez del Pulgar.
- José María Serrano Gavarre (n. Granada, el 20 de enero de 1858-), VII conde de Miravalle.[8][9]
- Teresa Serrano Gavarre (-21 de enero de 1934), VIII condesa de Miravalle.[10]

- María del Carmen Enríquez de Luna y del Mazo (n. Granada el 7 de marzo de 1920-noviembre de 2014), IX condesa de Miravalle.[11]

Casó en Granada el 17 de diciembre de 1945 con José Ruiz y Pulido.
- María Carmen Ruiz y Enríquez de Luna, X condesa de Miravalle[12][13][14].

Casó en Granada el 6 de octubre de 1984 con Jesús Ortiz Pérez.